# رالف جونسون (مغني)
رالف جونسون (بالإنجليزية: Ralph Johnson)‏ هو مغني أمريكي، ولد في 4 يوليو 1951 في لوس أنجلوس في الولايات المتحدة.

## وصلات خارجية
- الموقع الرسمي
- رالف جونسون على موقع IMDb (الإنجليزية)
- رالف جونسون على موقع ميوزك برينز (الإنجليزية)
- رالف جونسون على موقع ديسكوغز (الإنجليزية)
- رالف جونسون على موقع قاعدة بيانات الفيلم (الإنجليزية)